# Floyd Favors
Floyd Favors (* 3. Dezember 1963) ist ein ehemaliger US-amerikanischer Boxer aus Washington, D.C.

## Boxkarriere
Er begann im Alter von elf Jahren mit Boxen und lebte anfangs in Capitol Heights (Maryland). Als Amateur wurde er 1982 US-amerikanischer Meister im Bantamgewicht und gewann auch die Weltmeisterschaften 1982 in München. Er besiegte dabei Roma Dawidow aus Israel, Jo Rion-Sik aus Nordkorea, Sami Buzoli aus Jugoslawien und Wiktor Miroschnitschenko aus der Sowjetunion. 1983 gewann er eine Bronzemedaille bei den Panamerikanischen Spielen in Venezuela und siegte in einem Länderkampf 1984 gegen den späteren Europameister Ljubiša Simić. Darüber hinaus ist er Gewinner des National Sports Festivals 1982 und 1983. 
Von 1985 bis 1992 boxte er als Profi in den USA und bestritt 20 Kämpfe mit 14 Siegen, 5 Niederlagen und einem Remis. Seinen letzten Profikampf verlor er durch K. o. in der ersten Runde gegen Leavander Johnson.